# 프로야구 매니저
프로야구 매니저는 엔트리브에서 서비스하는 다중 접속 형식의 야구를 소재로 한 TCG/CCG(Trading Card Game/Collectible Card Game)게임이다. 이 게임은 일본 세가의 프로야구팀을 만들자 온라인 2(일본어: プロ野球チームをつくろう!ONLINE 2)를 기반으로 하여, 등장 선수들은 모두 한국 프로야구 선수로 바뀌었고, 게임 내용도 일부 KBO 리그 규정에 맞게 바뀌어 퍼블리싱하였다. 2009년 12월 2일 첫 베타테스트를 시작하여, 2010년 4월 15일부터 정식 서비스되고 있다. 흔히 줄여서 프야매라고 하기도 한다. 2017년 3월 31일 서비스를 종료하였다.

## 게임의 방식

### TCG 게임 장르
국내에서 서비스되는 마구마구나 슬러거와 같은 야구 관련 온라인 게임들은 매 경기마다 캐릭터를 직접 조작하는 반면, 프로야구 매니저는 매시간 자동으로 진행되는 시간의 시합 자체에는 일절 개입할 수 없고, 매시간 진행되는 경기가 끝난 후 결과를 지켜볼 수 있는데, 이러한 것은 일반적인 온라인 스포츠 시뮬레이션 게임의 특징이며, 온라인 스포츠 시뮬레이션 게임의 이런 기능만 이 게임은 차용하였다. 이 게임은 일본의 프로야구팀을 만들자 온라인 2(일본어: プロ野球チームをつくろう!ONLINE 2)를 기반으로 하며, 프로야구 매니저는 게임 카드를 뽑는 형식으로 선수단을 구성한다는 점과 작전 카드, 감독 카드등을 통해 경기가 진행된다는 점에서 일반적인 시뮬레이션 게임과 차이를 보이며 이런 면에서 TCG 게임이기 때문에 다른 온/오프라인 스포츠 시뮬레이션 게임들(FM, CM, OOTP, Mogul, Hattrick, CSFBL 등)과는 차이를 보인다.
시합은 실제 시간으로 오전 7시부터 자정까지 하루 총 18경기가 매 정각 때마다 자동으로 진행되며, 경쟁 상대는 동일 리그 안에 든 다른 플레이어이다. 리그는 자신을 포함한 10명의 플레이어 혹은 플레이어와 비슷한 인공지능(10명이 되지 않는 몇몇 개의 리그를 위한 제도)로 구성되어 1주일간 진행되고, 1주일이 지나면 리그가 다시 구성되게 된다. 이러한 면에서 오전 7시부터 자정까지 계속해서 접속해 있지 않는 한 전술을 바꿀수 없어 다른 팀의 정보를 보고 전술을 설정하는 플레이보다는 자신의 팀으로만 전술을 사용해야 하기 때문에 다른 온/오프라인 시뮬레이션 게임들의 전술과는 다르게 전술의 중요성은 낮다. 처음 시작하는 유저는 비기너 랭크에서 그 주의 토요일까지 머물게 되며, 그 이후에는 루키 랭크로 올라가서 본격적인 경쟁을 하게 된다. 루키 랭크 다음부터는 리그의 강등제가 있어서 페넌트레이스 성적에 따라 리그 상위 4개 팀은 상위리그로 진출하게 되고, 5위부터 7위 팀은 동일 리그에 잔류하며, 리그 하위 3개 팀은 하위 리그로 강등되게 된다.(이것은 올스타 기준이고 루키이상부터 월드까지는 9~10위가 강등되고 클래식부터는 7~10위가 하위로 강등된다.) 리그의 페넌트레이스는 일요일 오전 7시에서 금요일까지 진행되며, 리그 상위 4개 팀은 별도로 매주 토요일 플레이오프를 거쳐 시리즈 우승 팀을 가리게 된다. 현재 랭크의 단계는 루키 - 마이너 - 메이저 - 월드 - 올스타 - 클래식 - 위너스 - 챔피언(챌린지) - 마스터-갤럭시-레전드 의 순이다.(2015년 기준)

### 운용자금
프로야구 매니저의 운용자금은 PT로 명명되어 있으며, 기본적으로는 매 시간 벌어지는 경기의 결과에 따라 조금씩 유저에게 지급된다. 그러나 그 자금만으로는 현실적으로 구단을 운용하기가 매우 어렵기 때문에, 무의미한 비공식 시합을 반복하여 수행하도록 시간낭비를 요구하는 시뮬레이션게임이 아닌 RPG게임의 요소를 추가하여 플레이를 하게 만들지만 큰 도움은 되지 않기 때문에 많은 유료아이템 사용을 요구받는다. PT는 선수 영입, 재계약, 유학, 보조 아이템 구입 등 게임 전반에 필요하기 때문에, 유료아이템 사용없이 게임을 할 수 없다.돈을 다른 유저와 비교하여 더 좋은 팀전력을 이루기 위해 아주 많이 사용하지 않고서는 게임의 목표를 이룰수 없다는 점에서 돈을 쓰지 않고는 게임할 수 없는 매우 유료아이템체계가 무거운 게임이며, PT의 획득은 단순히 승리하면 많이 받는 형태가 되어 유료아이템을 써 팀의 전력을 강화한 유저만 계속 발전하는 형태의 게임플레이지원및 현실적인 야구단 운영과는 거리가 멀게 되어 일반적으로 온라인 게임에서 이러한 게임머니에 팔지 않는 많은 게임들과 비교해서 게임의 퀄리티가 많이 낮아졌다.

### 선수단의 구성
프로야구 매니저에 등장하는 선수들은 1982년부터 2013년까지 현역에서 활동한 450여명의 선수 들이며 같은 선수의 카드라 하더라도, 연도가 다른 경우(예컨대 '04년의 이범호는 '00년도의 이범호보다 능력치가 훨씬 뛰어나다.), 혹은 같은 연도여도 활동한 팀이 달라진 경우 (예컨대 '09년의 김상현. 김상현은 이적 전 LG 트윈스 김상현 카드와, 이적 후 KIA 타이거즈 김상현 카드가 별개로 있는데 후자가 훨씬 능력치가 높다.)에는 다른 카드로 인식하며(단, 다른 연도라도 같은 선수라면 한 라인업에 넣을 수 없다.) 능력치가 전혀 다르기 때문에 현재까지 게임 내에 등장하는 카드의 종류는 2012년 2월 20일 현재 총 10642장이며, 게임 내의 정보-선수앨범에서 카드의 총 숫자를 확인할 수 있다. 중복되는 선수를 포함하여 단 10642장의 선수 카드만이 있을 뿐이며, 종류가 적어 중복을 허용해야 하기 때문에 한 경기에서 같은 선수가 양 팀에서 동시에 경기를 뛰게 되는 일이 발생하게 된다. 즉, 선수는 단 450명으로 보아야 하며, 일반적으로 수많은 선수를 지원하며 선수의 특정 능력치를 규정하지 않고 랜덤하게 생겨서 수 많은 종류의 선수가 나오는 온라인 스포츠 시뮬레이션 게임보다 퀄리티가 떨어지는 다른 이유이다.
모든 선수는 1~10까지의 코스트(별)가 매겨져 있는데, 대부분의 경우 코스트가 높을수록 능력치도 뛰어나다.(다만 모두 그런것은 아니다.) 하위 리그는 사용할 수 있는 1군에 올릴 수 있는 선수들의 총 코스트 합계가 상위 리그에 비해 훨씬 낮게 제한되어 있다.  따라서 아무리 좋은 선수를 많이 가지고 있더라도 리그에 따라 올릴 수 있는 좋은 선수의 수에는 한계가 있으므로 코스트의 총 합에 맞게 가장 적절한 선수를 배열하는 비현실성을 게임에 추가하였다. 일반적으로 구단의 명성이 낮은 구단이 경기의 관람객이 적어서 명성을 높일때까지 구단의 수입이 적고, 그 수입에 의한 페이롤에 의한 제한과 달리 단순히 선수 코스트로 제한하는 것은 현실적이지도 않으며 유료아이템 판매를 옹호하는 상술로서 엔트리브/게임트리/세가는 사용하였다. 또한 한 유저가 소유할 수 있는 최대 카드 수는 원칙적으로 100명으로 제한(10단계로 이루어진 캐시 아이템을 통해, 한 번에 20명씩 300명까지 늘릴 수 있다)되어 있으므로, 일반적으로 리그 성적을 유료아이템으로 도움을 받을 수 없는 다른 게임과 비교하여 더욱더 유료아이템 사용유저가 유리하다.

## 리그의 구성
프로야구 매니저는 비기너부터 레전드까지 12등급으로 나뉘어 있으며 이와 더불어 전기-중기-후기 패넌트레이스로 나뉘어 있다. 각각의 리그에는 그에 맞는 최대 코스트가 정해져 있으며 또한 해당리그에서도 전기와 중기, 후기의 코스트가 각각 다르다.(단, 비기너 ·  루키 ·  마이너 리그 제외) 추가적으로 첫날(1일차)과 마지막날(6일차)의 코스트 또한 하루에 1씩 증가해 처음과 마지막날의 선수구성을 다르게 할 수도 있다. 게임 초기에는 월드가 가장 높은 리그였으나 2015년 6월 현재는 레전드가 가장 상위리그이다.
코스트표는 아래와 같다.
- 포스트시즌의 코스트는 패넌트레이스 6일차와 같다.
- 간혹 승격했음에도 불구하고 후기 패넌트레이스를 진행하다 전기 패넌트레이스로 승격을 하게 된다면 코스트가 다운될 수도 있다.
  - 예를 들면 후기 메이저에서 전기 월드로 승격하는 경우 143에서 129로 다운된다.

| 리그 | 시즌               | 비기너 | 루키 | 마이너 | 메이저 | 월드 | 올스타 | 클래식 | 위너스 | 챔피언 | 마스터 | 갤럭시 | 레전드 |
| ---- | ------------------ | ------ | ---- | ------ | ------ | ---- | ------ | ------ | ------ | ------ | ------ | ------ | ------ |
| 전기 | 패넌트레이스 1일차 | 120    | 126  | 132    | 126    | 129  | 136    | 148    | 155    | 161    | 167    | 173    | 200    |
| 전기 | 패넌트레이스 2일차 | 91     | 98   | 105    | 105    | 112  | 119    | 126    | 133    | 140    |        |        |        |
| 전기 | 패넌트레이스 3일차 | 92     | 99   | 106    | 106    | 113  | 120    | 127    | 134    | 141    |        |        |        |
| 전기 | 패넌트레이스 4일차 | 93     | 100  | 107    | 107    | 114  | 121    | 128    | 135    | 142    |        |        |        |
| 전기 | 패넌트레이스 5일차 | 94     | 101  | 108    | 108    | 115  | 122    | 129    | 136    | 143    |        |        |        |
| 전기 | 패넌트레이스 6일차 | 95     | 102  | 109    | 109    | 116  | 123    | 130    | 137    | 144    |        |        |        |
| 전기 | 포스트시즌         | 95     | 102  | 109    | 109    | 116  | 123    | 130    | 137    | 144    |        |        |        |
| 중기 | 패넌트레이스 1일차 | 90     | 97   | 104    | 110    | 117  | 124    | 131    | 138    | 145    |        |        |        |
| 중기 | 패넌트레이스 2일차 | 91     | 98   | 105    | 111    | 118  | 125    | 132    | 139    | 146    |        |        |        |
| 중기 | 패넌트레이스 3일차 | 92     | 99   | 106    | 112    | 119  | 126    | 133    | 140    | 147    |        |        |        |
| 중기 | 패넌트레이스 4일차 | 93     | 100  | 107    | 113    | 120  | 127    | 134    | 141    | 148    |        |        |        |
| 중기 | 패넌트레이스 5일차 | 94     | 101  | 108    | 114    | 121  | 128    | 135    | 142    | 149    |        |        |        |
| 중기 | 패넌트레이스 6일차 | 95     | 102  | 109    | 115    | 122  | 129    | 136    | 143    | 150    |        |        |        |
| 중기 | 포스트시즌         | 95     | 102  | 109    | 115    | 122  | 129    | 136    | 143    | 150    |        |        |        |
| 후기 | 패넌트레이스 1일차 | 90     | 97   | 104    | 116    | 123  | 130    | 137    | 144    | 151    |        |        |        |
| 후기 | 패넌트레이스 2일차 | 91     | 98   | 105    | 117    | 124  | 131    | 138    | 145    | 152    |        |        |        |
| 후기 | 패넌트레이스 3일차 | 92     | 99   | 106    | 118    | 125  | 132    | 139    | 146    | 153    |        |        |        |
| 후기 | 패넌트레이스 4일차 | 93     | 100  | 107    | 119    | 126  | 133    | 140    | 147    | 154    |        |        |        |
| 후기 | 패넌트레이스 5일차 | 94     | 101  | 108    | 120    | 127  | 134    | 141    | 148    | 155    |        |        |        |
| 후기 | 패넌트레이스 6일차 | 95     | 102  | 109    | 121    | 128  | 135    | 142    | 149    | 156    |        |        |        |
| 후기 | 포스트시즌         | 95     | 95   | 102    | 121    | 128  | 135    | 142    | 149    | 156    |        |        |        |

### 카드의 종류

#### 선수 카드
선수 카드의 종류에는 일반 선수 카드와 올스타 카드, 국가대표 카드, 골든 글러브 카드, 레어 카드, EX , 라이브 카드 등이 있다.
- 일반 선수 카드 : 평범한 선수카드로 그시즌의 페넌트레이스 성적을 기준삼아 스텟과 능력치를 분배하였다.
- 올스타 카드 : 그 해의 올스타전에 참여했던 선수들의 카드이다. 같은 해의 일반 선수 카드에 비해 야수 카드의 경우 교타력과 주력, 투수 카드의 경우 구속과 제구력이 2 높다.(9-10코스트 기준, 7-8코스트는 3, 5-6코스트는 4, 4코스트 이하는 5) 스킬블록을 개방하는 시간이 일반 선수 카드에 비해 빠르다.
- 국가대표 카드 : 2010년 10월 28일 업데이트 때부터 두 달간 판매되었던 특수 카드이다. 국제대회에 국가대표로 나간 선수들을 바탕으로 만들어진 카드이며 국제대회의 성적만 놓고 선수들의 능력치를 분배하였다.
- 골든 글러브 카드 : 2011년 1월 27일의 업데이트 때부터 현재까지 판매되고 있는 특수 카드이다. 해당년도에 골든글러브를 수상한 선수들이 골든글러브 카드의 대상이다. 같은 해의 일반 선수 카드에 비해 야수 카드의 경우 장타력과 수비력, 투수 카드의 경우 구위와 변화구가 2 높다. 스킬블록을 개방하는 시간이 일반 선수 카드에 비해 빠르다.
- 레어 카드 : 뒷면의 스킬 블록 칸이 모두 열려 있으며, 스킬 블록의 효과를 두 배로 받는다. 그 해 좋은 성적이 기대됐던 선수나 유망주 등이 아쉬운 성적을 내거나 기대에 못미칠때 주는 카드다. (프로야구 매니저 GM 1:1문의 답)
- EX 카드 : 그 해 가장 돋보였던 선수에게 주어지는 카드. 코스트는 10혹은 9이다. 뒷면의 스킬 블록 칸이 모두 열려 있으며, 스킬 블록의 효과를 1.5배로 받는다.
- 라이브 카드 : 한시즌이 아닌 한달간 성적만을 바탕으로 만든 카드이며 라이브 카드팩에서 따로 얻을 수 있다. 논란이 많은 카드이며 특수 카드이냐 아니냐를 두고 GM답변이 애매한 점도 그렇고 말이 많다. 이 카드로 인해

그간 프야매에서 좋은 능력치 없이 아래에 있던 넥센팬들이 희망을 보게되었다.(현재 4~5월 라이브의 클린업 코스트가 10-10-9이다.)

#### 작전 카드
선수들에게 영향을 미치는 카드이다. 작전 카드를 사용하기 위해서는 시합이 시작되기 전에 작전 카드를 설정해 놓아야 한다. 작전 카드는 자신의 팀 선수의 능력치를 상승시키는 것과 상대 팀 선수의 능력치를 하락시키는 것, 이렇게 두 가지가 존재한다.
- 공통 작전 카드 : 자신의 팀 전체 선수에게 영향을 미치는 작전 카드이다.
- 야수 작전 카드 : 자신의 팀, 혹은 상대 팀의 야수에게 영향을 미치는 작전 카드이다.
- 투수 작전 카드 : 자신의 팀, 혹은 상대 팀의 투수에게 영향을 미치는 작전 카드이다.

#### 서포트 카드
팀 전체, 혹은 선수 개인에게 영향을 미치는 카드이다. 컨디션을 올려주거나 능력치를 올려주기도 한다. 2일동안 효과가 지속되며, 중간에 사용을 취소할 수 있다. 이 경우에는 카드가 사라진다.
- 팀 서포트 카드 : 팀 전체, 혹은 그 중 특정 공통점을 가진 선수들 전체에 영향을 미치는 카드이다.
- 선수 서포트 카드 : 선수 개인의 컨디션이나 능력치를 올려주는 카드이다.

#### 수석 코치 카드
1군에 등록된 선수들 중에서 특정 포지션, 나이대, 코스트의 선수의 컨디션을 올려준다.

### 능력치
선수의 기본적인 능력치는 카드에 설정된 능력치에 의하게 되지만, 선수 카드 뒷면의 빈 공간에 테트리스 블록 모양의 스킬 블록을 장착하거나, 해외로 선수를 유학 보내거나(그러나 유학은 25세 이하 35세 이상만 가능하다. 눈물의섬이라는 유학지는 전 연령이 가능하나 정신만 오른다. 외국인선수는 유학이 불가하다.), 선수단 배열에 특정한 조건을 만족시킬 경우 나타나는 팀컬러를 장비해주면 기본적인 능력치를 향상시킬 수 있다. 선수와 재계약을 하는 경우에도 특정 능력치를 향상시킬 수 있다. 그러나 시뮬레이션 게임의 나이에 따른 능력치 하락적인 요소가 없으며 시간은 카드를 사용할 수 있는 기간의 개념으로만 쓰이는 비현실성을 보인다.

### 컨디션과 팀 분석수치
선수들은 매일 컨디션과 팀 분석수치가 바뀌는데, 컨디션은 카드에 화살표 모양의 아이콘으로 표시되고, 팀 분석 수치는 작전 메뉴에서 보이는 그래프를 확인함으로써 알 수 있다. 컨디션과 팀 분석수치는 타선의 위치나 앞 뒤 타석 선수와의 관계 등으로 수시로 변화된다. 컨디션이 나쁜 경우에는 좋은 능력치를 가지고 있더라도 그것이 잘 발휘되지 못하며, 능력치가 낮다 하더라도 컨디션이 좋은 경우 뜻밖의 활약을 하기도 한다. 이로 인해서 전술을 바꾸는 것으로 착각할 수 있지만 자신의 팀의 컨디션과 그래프를 이용하여 상대팀을 분석하지 않는 절반의 전술체계만 가지고 있다. 그러나 게임상에 1시간 단위로 경기하기 때문에 상대방팀의 분석을 통한 전술체계를 지원한다 하더라도 이러한 부분을 채울수 없다.

### 팀 컬러
1군에 등록된 선수들 중 하나의 공통점을 가진 선수들이 일정 수 모이면 팀 컬러가 발동되고, 팀 컬러는 두 개까지 사용할 수 있다. 팀 컬러는 그와 관련된 선수들의 능력치를 올려주며, 비현실적인 요소이다.
- 공통 팀 컬러 : 투수, 야수에 관계없이 공통점을 가진 선수들이 일정 수 이상 모이면 발동된다.
- 야수 팀 컬러 : 야수 중에서 공통점을 가진 선수들이 일정 수 이상 모이면 발동된다.
- 투수 팀 컬러 : 투수 중에서 공통점을 가진 선수들이 일정 수 이상 모이면 발동된다.
- 연도 팀 컬러 : 투수, 야수가 공통적인 팀과 연도를 가진 선수들이 일정 수 모이면 발동되는 팀컬러, 야수 전 능력치 +17, 투수 전 능력치 +12라는 엄청난 효과를 발휘하며, 팀에 따라 능력치가 많이 달라진다. 2012년 현재 최고의 연도덱이라고 평가받는 덱은 08SK이다.

## 논란
엔트리브 측은 프로야구 매니저에 등장하는 실명 선수의 성명권에 관해 현역 선수의 경우는 KBOP(KBO의 마케팅 자회사)와 계약하여 법적 문제가 없지만, 은퇴 선수와의 계약은 전무해 성명권 도용 논란이 있다. 실제 마구마구와 슬러거를 각각 서비스하는 CJ인터넷과 네오위즈게임즈는 작년부터 은퇴 선수 라이선스 문제로 소송을 당하며 은퇴 선수 성명권 사용에 따른 보상 없이 이윤만을 추구했던 사실이 알려져 지탄을 받은 바 있다. 또한 엔트리브는 한국 최초의 구단 운영 시뮬레이션 게임이라고 클로즈 베타 기간동안 광고하였지만 국내 최초가 아니며(이전에 네이버에서 마이베이스볼리그라는 게임이 출시된 바 있으며 극공간 야구라는 게임도 있었다), 많은 부분 실제 야구단 운영과는 거리가 있다. 그 대표적인 예로서 PT가 관중에 의한 수입이 아닌 경기 자체에 의한 수입이라는 것, 작전을 펼치는 것도 감독의 재량이 아니라 단순히 작전카드에 의존하는 것과 그 카드의 내용 역시 현실적인 작전과는 관련이 없는 내용의 카드가 많으며 이 밖에도 수많은 현실의 야구단 운영과는 전혀 관련이 없는, 혹은 전혀 다른 내용으로 게임이 구성되어 있다는 것이다. 그러므로 이 게임은 시뮬레이션 게임의 형식을 일부 차용한 TCG 게임으로 보아야 한다.